# Sonate K. 303
La sonate K. 303 (F.251/L.9) en ut mineur est une œuvre pour clavier du compositeur italien Domenico Scarlatti.

## Présentation
La sonate K. 303, en ut mineur, notée Allegro, est mue par la cellule rythmique suivante : 
qui se répète tout au long.

Le manuscrit principal est le numéro 8 du volume VI de Venise (1753), copié pour Maria Barbara ; les autres sont Parme VIII 2, Münster IV 21 et Vienne B 21.

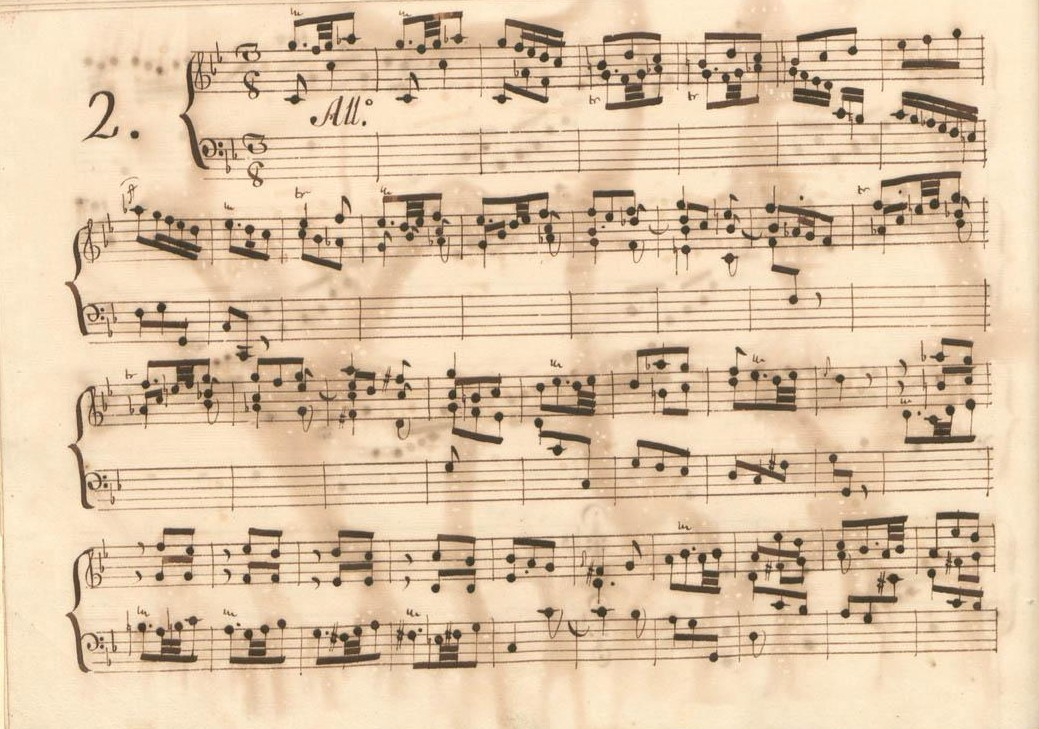
Parme VIII 2.
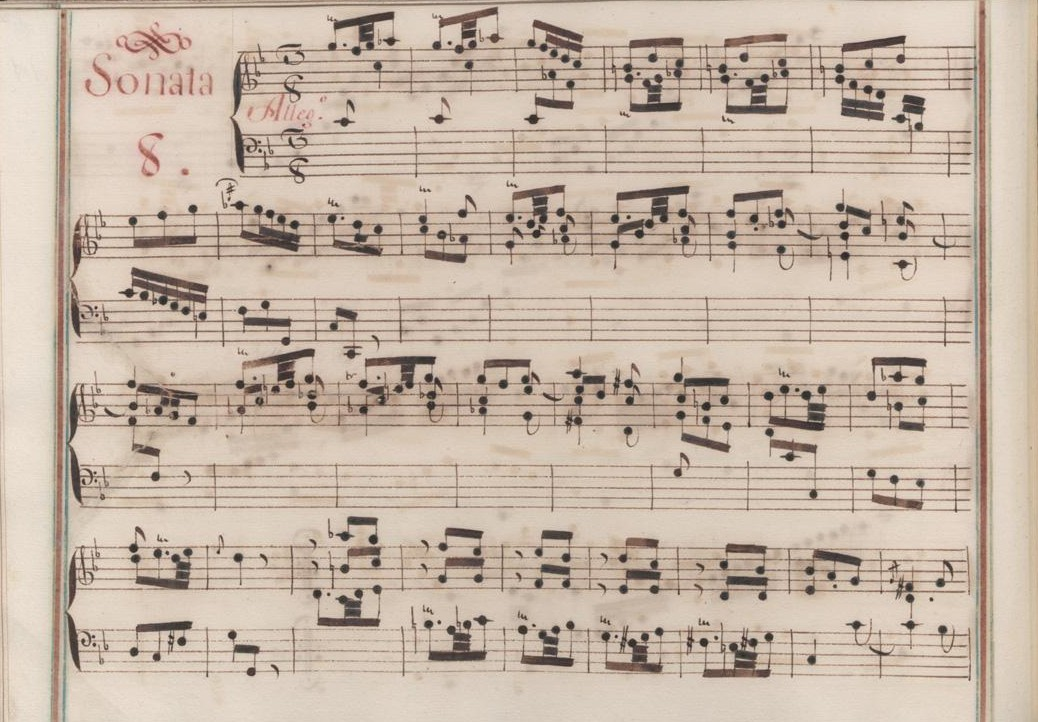
Venise VI 8.
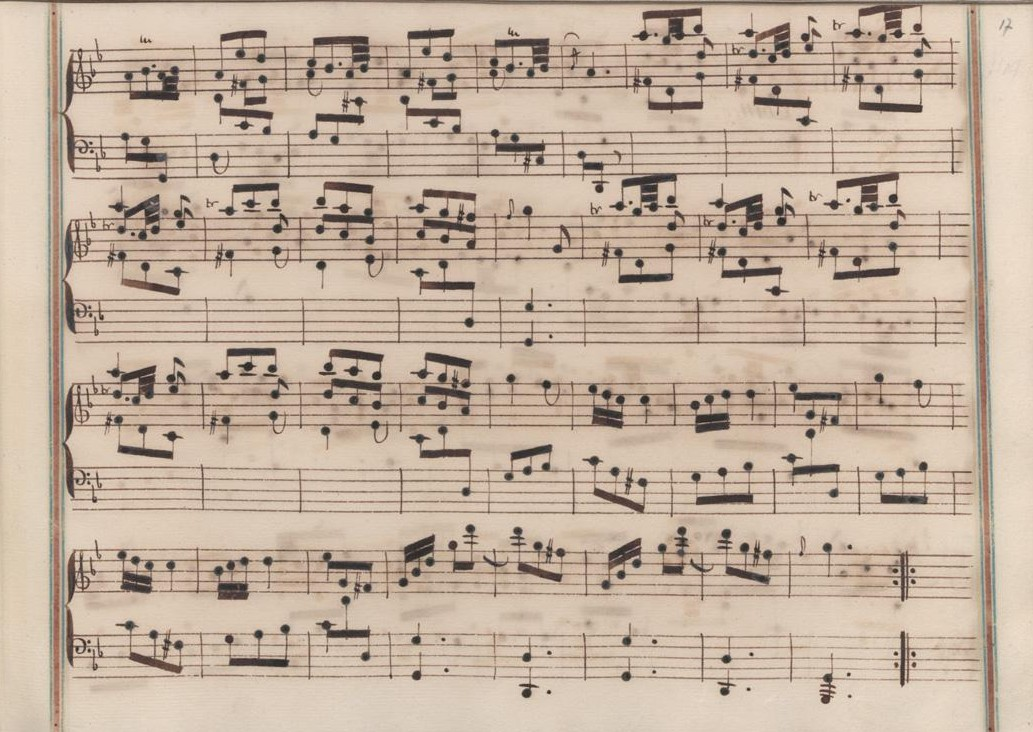
Venise VI 8 (fin de la première section).

## Interprètes
La sonate K. 303 est défendue au piano, notamment par Vladimir Horowitz (1964, Sony) et Carlo Grante (2012, Music & Arts, vol. 3) ; au clavecin par Scott Ross (1985, Erato), Richard Lester (2003, Nimbus, vol. 3) et Pieter-Jan Belder (Brilliant Classics).

## Sources
: document utilisé comme source pour la rédaction de cet article.
- Ralph Kirkpatrick (trad. de l'anglais par Dennis Collins), Domenico Scarlatti, Paris, Lattès, coll. « Musique et Musiciens », 1982 (1re éd. 1953 (en)), 493 p. (ISBN 978-2-7096-0118-4, OCLC 954954205, BNF 34689181).
- Alain de Chambure, « Domenico Scarlatti : Intégrale des sonates — Scott Ross », Erato (2564-62092-2), 1985 (OCLC 891183737) .